# Thibault Daubagna

a Compétitions nationales et continentales officielles uniquement.

b Matchs officiels uniquement.
Dernière mise à jour le 21 juillet 2025.
Thibault Daubagna, né le 20 mai 1994 à Pau (France), est un joueur international français de rugby à XV qui évolue au poste de demi de mêlée à la Section paloise.

## Biographie

### Jeunesse et formation
Thibault Daubagna naît le 20 mai 1994 à Pau. Il grandit à Jurançon, dans la banlieue de la capitale béarnaise. Dès l'âge de six ans, en 1999, il commence la pratique du rugby à XV à la Section paloise, au stade de la Croix du Prince. Sa mère, Marie-Hélène Etchebest, l'amène assister aux matchs de la Section avec son père et son grand-père.
Formé initialement au poste d'ailier, il est reconverti demi de mêlée. Il évolue dans toutes les catégories de jeunes du club béarnais, en passant par les équipes Gaudermen, Crabos puis espoirs. Sélectionné dans les équipes du Béarn cadets, il remporte notamment la Coupe Roger-Taddeï en avril 2012, aux côtés de Bastien Pourailly et Bastien Berenguel, ses coéquipiers du centre de formation de la Section paloise.
Il est formé à la Section paloise avec ses partenaires de la charnière Brandon Fajardo et Antoine Hastoy, bénéficiant des conseils de David Aucagne.

### Débuts professionnels en Pro D2 avec la Section paloise (2013-2015)
Thibault Daubagna fait ses débuts avec l'équipe première de la Section paloise le 30 août 2013, à l'âge de 19 ans, sous la direction de Simon Mannix, lors d'un match de Pro D2 contre le FC Auch. Cet événement suscite une grande excitation parmi les supporters, heureux de voir un enfant du Béarn porter le maillot du club. Il entre en jeu à dix minutes de la fin du match, réalisant ainsi son rêve d'enfant. Durant sa première saison en professionnel, il réalise le Grand Chelem dans le Tournoi des Six Nations des moins de 20 ans avec l'équipe de France aux côtés de Arthur Iturria, Yacouba Camara, François Cros, Félix Lambey et Kylan Hamdaoui. Lors du dernier match face à l'Irlande, il est remplaçant mais n'entre pas en jeu. Cette année-là, il prend également part au Championnat du monde junior, où il est en concurrence avec Baptiste Serin. Daubagna inscrit un essai face à l'équipe des Fidji. 
En club, profitant des sanctions contre Taniela Moa et des blessures de Kevin Boulogne, il s'impose rapidement en équipe première. Pendant ses deux saisons en Pro D2, il forme la charnière avec André Hough, disputant 32 matchs et marquant quatre essais. À la fin de la saison 2014-2015, il est sacré champion de France de Pro D2 aux côtés des vétérans béarnais Jean Bouilhou et Damien Traille, et valide le retour de la Section paloise en Top 14. Son premier contrat espoir est signé le 6 avril 2014.

### Découverte du Top 14 (2015-2019)
Thibault Daubagna joue son premier match de Top 14 le 28 novembre 2015 contre l'Union Bordeaux Bègles lors de la saison 2015-2016. Durant cette première saison dans l'élite, il participe à 18 matchs et inscrit 40 points au pied. En Challenge européen, il assume le rôle de buteur pour sortir de l'ombre des All Blacks Tom Taylor et Colin Slade.
À partir de la saison 2016-2017, il fait face à la concurrence de Julien Tomas pour le poste de demi de mêlée et réussit à s'imposer, jouant la majorité des matchs,. Sollicité par le Montpellier Hérault Rugby, il décline l'offre pour rester à la Section, où Simon Mannix envisage de lui confier le capitanat. En novembre 2016, il prolonge son contrat pour trois saisons supplémentaires.
Lors de la saison 2017-2018, il dispute 24 matchs de Top 14 et six matchs de Challenge européen, jouant son 100e match pour la Section paloise le 28 janvier 2018 lors d'une victoire contre le Stade français Paris au stade Jean-Bouin (40-5). Il devient capitaine en cours de saison.
En juin 2018, il est sélectionné pour jouer avec les Barbarians français contre les Crusaders puis les Highlanders en Nouvelle-Zélande. Il est remplaçant lors du premier test puis titularisé lors du second, les Baa-baas s'inclinent 42 à 26 à Christchurch puis 29 à 10 à Invercargill,.
En 2018-2019, au mois de novembre, il est tout d'abord appelé par les Barbarians français pour affronter les Tonga au stade Chaban-Delmas de Bordeaux. Titulaire, il inscrit un essai au cours de la rencontre. Les Baa-Baas s'inclinent 38 à 49 face aux Tongiens. Cette saison-là, il joue 26 matchs et inscrit six essais en Top 14, ainsi que deux matchs de Challenge européen. Acteur clé de l'animation paloise, il progresse rapidement et devient un cadre du vestiaire, assumant toujours le capitanat. En fin de saison 2018-2019, il est approché par le Stade toulousain, mais décline l'offre afin de conserver un statut de titulaire à la Section, plutôt que d'occuper un rôle de doublure derrière Antoine Dupont. 

### Pandémie de Covid-19 et concurrence (2019-2022)
La saison 2019-2020, marquée par la pandémie de Covid-19, voit Thibault Daubagna disputer 15 matchs. Initialement titulaire indiscutable, il passe plus de temps sur le banc après l'arrivée de Samuel Marques. Malgré cela, il reste un leader dans le groupe et prolonge son contrat jusqu'en 2022. Avec le changement de direction sportive au profit de Nicolas Godignon et Frédéric Manca, son statut de titulaire est remis en question.
En 2020-2021, Daubagna joue 22 matchs de Top 14 et inscrit trois essais, se montrant important malgré la concurrence,. Il continue de jouer un rôle crucial, permettant à la Section d'éviter la relégation.
La saison 2021-2022 le voit disputer 20 matchs et inscrire un essai. En février 2022, il prolonge son contrat pour quatre saisons supplémentaires, jusqu'en juin 2026. Le 5 juin 2022, il joue son 200e match sous les couleurs de la Section paloise contre le Castres olympique.

### De nouveau titulaire et première sélection en équipe de France (depuis 2022)
Durant la saison 2022-2023, il joue 24 matchs de Top 14 et inscrit deux essais, participant également à un match de Challenge Cup contre les Cheetahs. De nouveau concurrencé, cette fois par la signature de Dan Robson, il réussit sa meilleure saison depuis quatre ans.
En mai 2024, lors de sa 250e apparition pour la Section, Thibault Daubagna est nommé capitaine et entre seul sur le terrain du stade du Hameau. Il célèbre ce match en marquant un essai de 90 mètres contre Oyonnax Rugby,.
En septembre 2024, il dispute son 200e match de Top 14 en tant que titulaire face à l'Aviron bayonnais, victoire paloise 51 à 29. Durant la saison 2024-2025, Thibault Daubagna est l'un des deux seuls joueurs de Top 14 à avoir été aligné sur chacune des 26 feuilles de match de la saison, avec Joris Segonds, et conduit la Section paloise à une qualification en Champions Cup pour l'édition 2025-2026.
En juin 2025, il est appelé par Fabien Galthié dans la première liste pour préparer la tournée d'été en Nouvelle-Zélande. Finalement, il est retenu dans la liste finale pour disputer la tournée aux côtés de ses coéquipiers en club Hugo Auradou, Théo Attissogbe et Émilien Gailleton. Le 12 juillet, il honore officiellement sa première sélection face aux All Blacks, devenant ainsi le 1223e joueur à représenter le XV de France. 

## Vie privée
Thibault Daubagna a pour compagne Diane Goulesque-Perez, agente immobilière et participante de la 21e édition de l'émission de télé-réalité Koh-Lanta,. Il est le neveu de Christian Etchebest.
Le mardi 21 mai 2024, il est l'un des relayeurs de la flamme olympique dans les rues de Pau aux côtés de Damien Traille.

## Statistiques

### En club
Les statistiques en club de Thibault Daubagna :
| Saison                | Saison                | Championnat | Championnat | Championnat | Championnat | Championnat | Championnat | Championnat | Compétitions de l'EPCR                 | Compétitions de l'EPCR                 | Compétitions de l'EPCR                 | Compétitions de l'EPCR                 | Compétitions de l'EPCR                 | Compétitions de l'EPCR                 | Compétitions de l'EPCR                 |
| Saison                | Saison                | Compétition | M           | Pts         | Ess.        | Pén.        | Tr.         | Dp.         | Compétition                            | M                                      | Pts                                    | Ess.                                   | Pén.                                   | Tr.                                    | Dp.                                    |
| --------------------- | --------------------- | ----------- | ----------- | ----------- | ----------- | ----------- | ----------- | ----------- | -------------------------------------- | -------------------------------------- | -------------------------------------- | -------------------------------------- | -------------------------------------- | -------------------------------------- | -------------------------------------- |
| 2013-2014             | Section paloise       | Pro D2      | 18          | 15          | 3           | -           | -           | -           | Pas de qualification en Coupe d'Europe | Pas de qualification en Coupe d'Europe | Pas de qualification en Coupe d'Europe | Pas de qualification en Coupe d'Europe | Pas de qualification en Coupe d'Europe | Pas de qualification en Coupe d'Europe | Pas de qualification en Coupe d'Europe |
| 2014-2015             | Section paloise       | Pro D2      | 14          | 5           | 1           | -           | -           | -           | Pas de qualification en Coupe d'Europe | Pas de qualification en Coupe d'Europe | Pas de qualification en Coupe d'Europe | Pas de qualification en Coupe d'Europe | Pas de qualification en Coupe d'Europe | Pas de qualification en Coupe d'Europe | Pas de qualification en Coupe d'Europe |
| 2015-2016             | Section paloise       | Top 14      | 19          | 40          | -           | 10          | 5           | -           | Challenge européen                     | 3                                      | 10                                     | -                                      | 2                                      | 2                                      | -                                      |
| 2016-2017             | Section paloise       | Top 14      | 24          | 23          | 3           | 2           | 1           | -           | Challenge européen                     | 5                                      | 18                                     | 2                                      | 2                                      | 1                                      | -                                      |
| 2017-2018             | Section paloise       | Top 14      | 25          | 15          | 2           | 1           | 1           | -           | Challenge européen                     | 6                                      | 13                                     | 1                                      | -                                      | 4                                      | -                                      |
| 2018-2019             | Section paloise       | Top 14      | 26          | 55          | 6           | 5           | 5           | -           | Challenge européen                     | 2                                      | -                                      | -                                      | -                                      | -                                      | -                                      |
| 2019-2020             | Section paloise       | Top 14      | 15          | -           | -           | -           | -           | -           | Challenge européen                     | 5                                      | 10                                     | 2                                      | -                                      | -                                      | -                                      |
| 2020-2021             | Section paloise       | Top 14      | 22          | 37          | 3           | 4           | 5           | -           | Challenge européen                     | -                                      | -                                      | -                                      | -                                      | -                                      | -                                      |
| 2021-2022             | Section paloise       | Top 14      | 20          | 5           | 1           | -           | -           | -           | Challenge européen                     | -                                      | -                                      | -                                      | -                                      | -                                      | -                                      |
| 2022-2023             | Section paloise       | Top 14      | 24          | 51          | 2           | 3           | 16          | -           | Challenge Cup                          | 1                                      | 2                                      | -                                      | -                                      | 1                                      | -                                      |
| 2023-2024             | Section paloise       | Top 14      | 26          | 38          | 3           | 3           | 7           | -           | Challenge Cup                          | 3                                      | -                                      | -                                      | -                                      | -                                      | -                                      |
| 2024-2025             | Section paloise       | Top 14      | 26          | 56          | 5           | 9           | 2           | -           | Challenge Cup                          | 1                                      | -                                      | -                                      | -                                      | -                                      | -                                      |
| Total Section paloise | Total Section paloise | Pro D2      | 32          | 20          | 4           | 0           | 0           | 0           | Challenge européen/Cup                 | 26                                     | 53                                     | 5                                      | 4                                      | 8                                      | 0                                      |
| Total Section paloise | Total Section paloise | Top 14      | 227         | 320         | 25          | 37          | 42          | 0           | Challenge européen/Cup                 | 26                                     | 53                                     | 5                                      | 4                                      | 8                                      | 0                                      |

### En équipe nationale
Au 19 juillet 2025, Thibault Daubagna compte 2 capes en équipe de France, dont 0 en tant que titulaire, depuis le 12 juillet 2025 contre la Nouvelle-Zélande.
| Année | Compétition | Matchs | Points | Essais |
| ----- | ----------- | ------ | ------ | ------ |
| 2025  | Test matchs | 2      | 0      | 0      |
| Total | Total       | 2      | 0      | 0      |

## Palmarès

### En club
- Vainqueur du Championnat de France de 2e division en 2015 avec la Section paloise.

### En équipe nationale
- Vainqueur du Tournoi des Six Nations des moins de 20 ans en 2014 avec l'équipe de France des moins de 20 ans.